# Inverno demografico
Inverno demografico è il termine coniato da alcuni sociologi per descrivere l'invecchiamento, ovvero l'aumento dell'età media, della popolazione.

## Storia e descrizione
Il termine è stato usato per la prima volta da Michel Schooyans, professore emerito presso l'Università Cattolica di Lovanio (dal 1968). Per l'Europa, politici di diverse tendenze hanno annunciato un "suicidio demografico". Michel Rocard, Primo ministro francese, al termine della conferenza denominata "famiglia" del 20 gennaio 1989, ha dichiarato: «La maggior parte degli stati dell'Europa occidentale sono predisposti a commettere suicidio, un suicidio demografico...».
Un paese ha bisogno di mantenere un tasso di natalità di 2,1 figli per donna per sostituire la sua popolazione attuale. Tuttavia, solo in Europa il tasso di natalità è di 1,3 e si stima che, entro il 2030, l'Europa avrà un deficit di 20 milioni di lavoratori. Allo stesso tempo, in Russia si prevede di perdere un terzo della popolazione esistente nei primi anni del 2000 entro il 2050. Per la prima volta dopo 60 anni, la popolazione della Cina ha registrato una decrescita sia nel 2022 che nel 2023. Tra il 2022 e il 2023 in Giappone è stato registrato il numero più basso di nascite dal 1899, quando il governo ha cominciato a raccogliere questo tipo di statistiche, e il 19 luglio 2024 l'ente governativo nipponico Agenzia per i Bambini e le Famiglie ha avviato un ciclo di consultazioni fra le persone tra i 25 e i 34 anni su come mai siano disinteressate al matrimonio e spesso all'avere figli, contribuendo alla crisi demografica. Nel marzo 2024 la rivista Lancet ha pubblicato uno studio statistico secondo cui entro il 2100 nel 97% del mondo, cioè in 198 Paesi su 204, la popolazione crollerà. Solo 6 nazioni manterranno il tasso di fertilità di almeno 2,1 figli per donna.
La BBC ha asserito che l'Europa sta vivendo un inverno demografico: il "livello di popolazione in diverse parti del mondo sviluppato è in declino, ma questo è particolarmente evidente nei paesi occidentali", soprattutto in Europa. Aumenta la durata della vita, ma diminuisce il tasso di natalità delle popolazioni occidentali. Molti paesi non possiedono un numero sufficiente di giovani per rinnovare le loro popolazioni e quindi fronteggiare il peso economico della popolazione invecchiata.
È stata osservata una forte correlazione negativa tra tasso di natalità e partecipazione del lavoro femminile.

## In Italia
Dal 2008 al 2023 le nascite sono passate da 576.000 a 379.000 diminuendo di oltre 197.000 unità, una riduzione del 34,2%. Questo declino coinvolge indiscriminatamente sia i nati di cittadinanza italiana che straniera. Nel 2010 il tasso di fecondità totale era a pari a 1,46 figli per donna, sceso a 1,20 nel 2023. Ci sono anche delle differenze regionali: nel 2023 il tft ha raggiunto l'1,21 nell Nord, l'1,12 al Centro e l'1,24 al Sud. Dal 2007 il saldo naturale è stato negativo: infatti metà delle donne in età fertile non ha neanche un figlio.